# Tocoa (ort)
Tocoa är en ort i Honduras.   Den ligger i departementet Departamento de Colón, i den centrala delen av landet, 220 km nordost om huvudstaden Tegucigalpa. Tocoa ligger 37 meter över havet och antalet invånare är 30 785.
Terrängen runt Tocoa är platt åt nordväst, men åt sydost är den kuperad. Runt Tocoa är det ganska tätbefolkat, med 134 invånare per kvadratkilometer. Tocoa är det största samhället i trakten. 